# Bellingcat
Bellingcat (стилізовано bell¿ngcat) — вебсайт і спільнота журналістських розслідувань, що спеціалізується на фактчекінгу та розвідці відкритих джерел (OSINT). Заснований британським журналістом і колишнім блогером Еліотом Гіґґінсом. Bellingcat публікує результати розслідувань як професійних, так і громадянських журналістів щодо зон бойових дій, порушень прав людини, злочинів проти людства та злочинності. Крім цього, дописувачі сайту публікують посібники зі своїх методів дослідження, а також тематичні дослідження (case study).

## Назва
Назва випливає з ідіоми «belling the cat», що походить із середньовічної байки. У ній миші радяться, як їм знешкодити кота. Одна з них пропонує причепити дзвіночок йому на шию, аби мати можливість завчасно почути, як він наближається. Усі миші радо з нею погоджуються, але ніхто не бажає ризикнути та зробити це. Тепер ідіома означає «ризикнути; виконати складне чи небезпечне завдання».

## Історія
У березні 2012 року, Еліот Гіґґінс заснував блог під псевдонімом Brown Moses, де він публікував свої дослідження відеозаписів громадянської війни в Сирії. Він переглянув сотні коротких відео в Інтернеті, визначив місцеперебування на знятих відео та вивчив деталі використовуваної зброї. Унаслідок цього Гіґґінс продемонстрував, що сирійський режим використовував касетні бомби та хімічну зброю. 2013 року Гіґґінс пов'язав хімічну атаку в Гуті (хімічна атака Гути) з Башаром аль-Асадом.
Першим серйозним розслідуванням Bellingcat, проведеним переважно волонтерами без зовнішнього фінансування, було збиття Boeing 777 (MH17) біля Донецька в 2014 році. Їхній висновок про відповідальність Росії згодом був підтверджений міжнародною спільною слідчою групою (JIT) під керівництвом Нідерландів у звіті від 25 травня 2018 року, у якому йшлося про те, що збиття MH17 ініціювали російські військові. У ході інших розслідувань із використанням Google Earth волонтери-розслідувачі, що працюють із Bellingcat, заявили, що виявили координати навчального табору Ісламської Держави, а також місце, де було вбито американського журналіста.
Гіґґінс запустив платформу Bellingcat 2014 року за допомогою приватних пожертв, отриманих через платформу для краудфандингу Kickstarter, та здійснив додаткове залучення коштів за допомогою краудфандингу 2017 року. Половина фінансування відбувається за рахунок грантів та пожертв, інша половина від проведення воркшопів, де навчають людей мистецтву розслідувань на основі відкритих джерел.
8 жовтня 2021 року Bellingcat було визнано «іноземним агентом» у Росії. 15 липня 2022 року його заборонили в Росії разом із партнером, The Insider, штаб-квартира якого знаходиться в Латвії. Після цього обмеження будь-який російський громадянин, який допомагає Bellingcat або The Insider, може бути притягнутий до кримінальної відповідальності; їм також буде заборонено цитувати їхні публікації. У Генпрокуратурі Росії повідомили, що їх заборонили через «загрозу безпеці Російської Федерації». Гіґґінс відповів на заборону, заявивши: «Bellingcat не має юридичної, фінансової чи штатної присутності (в Росії), тому незрозуміло, як Росія збирається забезпечити це».
У лютому 2023 року повідомлялося, що болгарський журналіст-розслідувач і директор Bellingcat Христо Грозев вирішив жити у вигнанні зі свого дому в Австрії через ймовірну загрозу з боку російських служб безпеки та співробітників у Відні.

## Відомі розслідування

### Війна на сході України
У вересні 2015 року було оприлюднено розслідування, що висвітлювало деякі аспекти перетину російськими військами кордону — було встановлено понад 50 ділянок кордону, які розташовані в полях вдалині від обладнаних контрольних пунктів пропуску, і використовувалися російською армією для заходу на територію України. До 2014 року це були поля та лісосмуги, проте 2014 року на цих ділянках відбувався значний рух техніки, що залишив по собі ґрунтові дороги, що й зафіксовано на супутникових знімках. 30 подібних ділянок детально описані у розслідуванні. Дослідники роблять висновок, що липнева поразка української армії при спробі взяття під контроль російсько-українського кордону — результат дій російської армії.

### Обстріли території України російською армією
У лютому 2015 року вийшло перше велике розслідування групи Bellingcat щодо обстрілів українських військ з російської території за період 14 липня — 8 серпня, де за допомогою супутникових знімків місць боїв аналізувалися кратери від артилерійських ударів і ймовірні артилерійські позиції на території Росії, звідки ці удари завдавалися. Окрім аналізу супутникових знімків, було досліджено 6 знятих відео, на яких зафіксовані запуски ракет з артилерійських систем «Град» з російської території в сторону України, зокрема резонансне відео з російського села Гуково.
У грудні 2015 вийшло розслідування щодо російських артилерійських обстрілів під час російського наступу на Новоазовськ наприкінці серпня 2014 року.
У своєму інтерв'ю у квітні 2016 року Елліот Гіґґінс повідомив, що Росія понад 300 разів обстрілювала територію України влітку 2014 року, обстріли завдавалися як зі ствольної, так і з реактивної артилерії, зокрема, БМ-21 «Град».
21 грудня 2016 року вийшло розширене дослідження Bellingcat. У ньому встановлено щонайменше 149 артилерійських позицій, з яких вела вогонь російська артилерія, і ще 130 позицій, які з великою ймовірністю використовувалися з тією ж метою. На території України ідентифіковано 408 ділянок, по яких вівся артилерійський вогонь.
Російске вторгнення в Україну в 2022 році. Bellingcat констатували, що Росія обстрілює касетними боєприпасами райони лікарень та шкіл в Україні. Результати розслідування було опубліковано 28 лютого 2022 року.

### Збиття Boeing 777 біля Донецька
Одним із найважливіших проєктів Bellingcat є дослідження збиття рейсу Malaysia Airlines Flight 17 в Україні. Групою Bellingcat встановлено, що зенітно-ракетний комплекс «Бук», яким було збито літак, входив до складу 53-ї зенітно-ракетної бригади ЗС РФ, що базується в місті Курську.
31 травня 2015 року, група Bellingcat випустила доповідь про фальсифікації російським Міністерством оборони супутникових фотографій, на яких нібито зафіксовано розташування «українських» ЗРК «Бук».
Сайт групи Bellingcat опублікував 23 лютого 2016 року новий звіт, у якому назвав підозрюваних в атаці на МН-17, які могли бути причетні до катастрофи малайзійського «Боїнга», збитого 17 липня 2014 року в Донецькій області.

### Громадянська війна в Сирії
Мережа розслідує застосування зброї під час громадянської війни в Сирії.

### European Security Academy та українські ультраправі
У серпні 2018 року, Bellingcat опублікував розслідування, що відома європейська компанія European Security Academy (ESA) проводила курс підготовки на зразок тих, що проходять бійці спецпідрозділів, для великої групи з України, яка принаймні частково складалася з ультраправих активістів. Серед них виявилися люди, що пов'язані з нападами на ромів, ЛГБТ-людей і правозахисників, та мають расистські й неонацистські погляди, зокрема члени «Традиції та Порядку», «Національного Корпусу» і «Національних Дружин».

### Збиття Boeing 737 під Тегераном
Після падіння рейсу PS752 авіакомпанії «Міжнародні авіалінії України» незабаром після вильоту з Тегеранського міжнародного аеропорту Імам Хомейні в Ірані 8 січня 2020, Bellingcat у співпраці з The New York Times за допомогою відео з відкритих джерел визначили, що, найімовірніше, Іран збив літак за допомогою ракети «земля-повітря».

### Отруєння Олексія Навального
У грудні 2020 року, Bellingcat у співпраці з CNN, Der Spiegel та The Insider опублікували розслідування, що детально розкриває, як підрозділ Федеральної служби безпеки Росії, що спеціалізується на застосуванні отруйних речовин, вів стеження за російським політиком Олексієм Навальним з моменту, коли він оголосив про свої плани 2017 року брати участь у президентських виборах. Також встановлено перебування агентів поблизу його місцязнаходження в місті Томську, де він у серпні 2020 року був отруєний військовим нервово-паралітичним засобом типу «Новичок».

### «Вагнерівці»
13 листопада 2021 року, міжнародна група розслідувачів Bellingcat повідомила, що на початку наступного тижня оприлюднить своє розслідування щодо затримання в липні 2020 року під Мінськом групи з понад 30 росіян, причетних до так званої «приватної військової компанії Вагнера».
17 листопада 2021 року, Bellingcat та The Insider оприлюднили розслідування унікальної операції спецслужб України, під час якої розвідникам вдалося вивезти з Росії десятки найбільш значущих бойовиків ПВК Вагнера, причетних до військових злочинів на Донбасі.

### Операція ГУР МОУ з вербування російських військових льотчиків
25 липня 2022 року, ФСБ Росії повідомила про зірвану спецоперацію ГУР МО України щодо вербування російських льотчиків та викрадення бойових літаків. ФСБ також звинуватила Bellingcat у сприянні цій операції українських спецслужб. За словами Христо Грозєва, ГУР давно знало про розкриття та вело із росіянами дезінформаційну гру, під час якої заволоділо даними «десятків офіцерів розвідки» та інформацією про методи роботи ФСБ і про її секретні активи. А сама Bellingcat під час спецоперації знімала документальний фільм про роботу розвідувальних служб.

### Крилатими ракети по Україні дистанційно керували вбивці з ГОЦ
24 жовтня 2022 року, в розслідуванні Христо Грозєва розписано, як фахівці з Головного обчислювального центру Збройних Сил Росії (рос. — Главного вычислительного центра Вооруженных Сил России), що очолювалися Робертом Барановим та Ігорем Багнюком керували трьома группами осіб, що займаються програмуванням трьох типів ракет: ЗМ-14 («Калібр», морського базування), Р-500 (він же 9М728, для систем «Іскандер», (наземного) запуску) і Х-101 (повітряного базування). Через складність взаємодії між різними вхідними даними для траєкторії польоту і коригування курсу траєкторія польоту кожної ракети вимагає індивідуального планування.

### Оприлюднення «секретних даних НАТО»
У квітні 2023 року у мережі протягом декількох днів поспіль з'являлися повідомлення про зливи «секретних документів» США про заходи безпеки в Україні, Китаї та країнах Близького Сходу.
Розслідувачі групи Bellingcat з'ясували, що канали з «секретними даними НАТО» були створені для комп'ютерної гри Minecraft, — про це йшлося у розслідуванні групи Bellingcat від 9 квітня 2023 року. Під час суперечки про ігрові карти та хід великої війни в Україні один із геймерів відправив 10 «таємних» файлів. Документи, за даними команди, почали з'являтися в мережі ще в січні 2023 року на деяких Discord-серверах, в тому числі Minecraft Earth Map, де була функція для спілкування з кількома користувачами в окремих каналах.

## Нагороди
2015 року, Еліот Гіґґінс та Bellingcat отримали спеціальну нагороду від Hanns-Joachim-Friedrichs-Award.
2017 року член Bellingcat Крістіан Тріберт виграв European Press Prize Innovation Award за детальну реконструкцію спроби перевороту в Туреччині 2016 року у статті Bellingcat під назвою англ. The Turkish Coup through the Eyes of its Plotters (Турецький переворот очима змовників).
2018 року Христо Грозєв та його команда були нагороджені European Prize for Investigative Journalism за їхнє розслідування та викриття осіб, підозрюваних в отруєнні Скрипалів Новичком у Великій Британії.
2019 року Bellingcat та інтернет-видання The Insider отримали нагороду Investigative Reporting Award від European Press Prize за встановлення осіб двох чоловіків, які нібито отруїли Сергія та Юлію Скрипалів. Bellingcat отримали грошовий приз у розмірі €500 000 від Nationale Postcode Loterij (Національна поштова лотарея) Нідерландів; вони використали ці кошти для відкриття нового офісу в Гаазі. Bellingcat і Newsy отримали Scripps Howard Award За інновації в журналістських розслідуваннях, що проливають світло на міжнародні конфлікти.
2020 року, Bellingcat отримали Machiavelli Prize від Machiavelli Foundation у Нідерландах.
2020 року, Bellingcat та Newsy були номіновані на News & Documentary Emmy Award у категорії Outstanding New Approaches: Current News.
У 2024 році Bellingcat отримав Премію Улофа Пальме.

## Книга
Засновник Bellingcat Еліот Гіґґінс анонсував видання книги Ми — Bellingcat. Онлайн-розслідування міжнародних злочинів та інформаційна війна з Росією яка вийшла у лютому 2021 року. Анотація книги стверджує, що We Are Bellingcat розповідає історію про те, як людина, що покинула коледж, створила цілком нову категорію збору інформації та надихнула громадських журналістів на розв'язання одних з найцікавіших історій нашого часу, використовуючи лише екрани своїх комп'ютерів. У ній описані інструменти, розроблені для аналізу даних, починаючи з 1990-х років, від програм геолокації, які можуть бездоганно точно визначати місцезнаходження, до застосунку, який може ідентифікувати час, коли було зроблено фотографію, з точністю до півгодини. Вона також глибоко занурюється в деякі з найбільш успішніших розслідувань Bellingcat — правду про збиття рейсу MH17 авіакомпанії Malaysia Airlines над Україною, постачання зброї під час Громадянської війни в Сирії, хакерські атаки на телефони журналістів — з подробицями та драматизмом детективу.